# Lestes dissimulans
Lestes dissimulans – gatunek ważki z rodziny pałątkowatych (Lestidae). Występuje w Afryce Subsaharyjskiej i jest szeroko rozprzestrzeniony.
W RPA imago lata od grudnia do końca maja. Długość ciała 39–40 mm. Długość tylnego skrzydła 21,5–22,5 mm.